# 華懋慈善基金
華懋慈善基金（Chinachem Charitable Foundation Limited），是香港一個慈善基金，由創辦華懋集團的王德輝和龔如心於1988年成立，在發生爭產案之前已捐出超過1.1億港元作慈善之用。惟龔如心在2007年逝世後，龔如心親屬所控制的基金會便捲入爭產案，香港終審法院於2015年裁定基金會並非龔如心遺產的受益人。華懋慈善基金會的主持人並不是華懋集團的負責人，基金會的相關人士亦已於2019年5月遭華懋集團解僱，華懋集團表示「華懋慈善基金」的任何聲明均與該集團無關。

## 簡要
2002年，正是王德輝遺產爭奪戰白熱化之時，香港高等法院曾經裁定王德輝「One Life One Love」遺囑無效，龔如心於是訂立此「2002年遺囑」，宣稱將來把自己的遺產捐予華懋慈善基金，作「慈善」用途。
2007年4月，龔如心病逝並引起遺產爭奪。由龔如心家屬所控制的華懋慈善基金，以及龔如心生前認識的陳振聰，各持有一份聲稱為龔如心最後遺囑的文件，均聲稱自己是遺產唯一受益人，從而引起法律訴訟，並引致律政司介入案件。經過兩年時間準備，案件於2009年5月11日正式在高等法院原訟庭開審，由林文瀚法官主審，需時40天。2010年2月2日，高等法院原訟庭裁定華懋慈善基金一方勝訴。
2011年2月14日，高等法院上訴庭駁回陳振聰的上訴終院許可。同年10月24日，終審法院拒絕陳振聰的上訴申請，歷時四年的遺產爭奪案正式完結。陳振聰隨後發表聲明，表示對裁決感到失望。華懋慈善基金理事會主席龔仁心則表示，「天地有正氣」是真理，並感謝市民、中央政府及特區政府他們的支持，同時希望日後不會再有任何人或事阻礙慈善基金的運作。
雖然龔如心在其「2002年遺囑」中表明把遺產「全部撥歸」華懋慈善基金，但律政司認為基金會只是遺產「受託人」，故興訟要求高等法院原訟庭解釋遺囑，而華懋慈善基金一直認為自己是遺產「受益人」而非「受託人」。
2013年2月，高等法院原訟庭裁定華懋慈善基金敗訴，基金會僅是遺產受託人，而不是繼承遺產的受益人，華懋慈善基金不服向高等法院上訴庭提出上訴。2014年4月11日，華懋慈善基金的上訴被高等法院上訴庭駁回，基金會不服裁決上訴至終審法院。
2015年5月18日，香港終審法院駁回華懋慈善基金提出的上訴，維持華懋慈善基金的身份是遺產受託人，而不是龔如心遺產的受益人。
2023年7月4日，高等法院裁定華懋慈善基金未能滿足「財政穩健」條件，不合資格出任遺產受託人，意味着基金將無份參與制定遺產管理方案；方案將由律政司司長與遺產管理人合力制定，並會推薦適當人選出任新的遺產受託人。
同年12月，律政司司長一方建議成立「龔如心王德輝慈善信託」及新遺產受託人公司，分配資產，並另外處理員工福利，投入慈善用途。為肯定龔如心將遺產撥作慈善用途的心願，擬將遺產信託命名為「龔如心及王德輝慈善信託」（暫名），由律政司司長委任遺產信託人的所有理事會成員；另增設獨立的遺產監管機構，負責核對信託人的帳目。。

## 關於基金

### 理事會
- 主席：陳偉文邵氏基金主席
- 理事：郭樹偉
- 理事：陳東岳
- 理事：李國權
- 理事：陳征杭州香港商會會長
- 理事：于占洋哈佛醫學院附屬麻省總醫院神經及放射科講師

### 概況
- 龔如心遺產管理人：羅兵咸永道會計師事務所[11]
- 代表律師：孖士打律師行

## 外部參考
- 2007年4月19日: 龔如心2002年的遺囑意願[永久]